# Marco Ballotta
Marco Ballotta (* 3. April 1964 in Casalecchio di Reno) ist ein ehemaliger italienischer Fußballtorhüter. Heute ist er Sportdirektor des FC Modena.

## Spielerkarriere

### Die Anfänge
Marco Ballotta stammt aus der Jugend seines Heimatclubs FC Bologna, seine erste Profistation war jedoch in San Lazzaro, wo er von 1982 bis 1984 spielte. Die folgenden sechs Jahre verbrachte er beim FC Modena, ehe er im Januar 1991 bei AC Cesena erstmals in der Serie A spielte. Nach nur sechs Monaten verließ er den Klub nach dessen Abstieg schon wieder in Richtung Parma, wo er beim Erstliga-Konkurrenten AC Parma einen langfristigen Vertrag unterschrieb.

### AC Parma
Mit dem AC Parma gelang Marco Ballotta 1992/93 in einer tollen ersten Saison der Sieg im Europapokal der Pokalsieger. Seine gute Form hielt allerdings nur ein Jahr. Er spielte noch die beiden Spiele im UEFA Super Cup gegen den AC Mailand, ehe er wieder auf der Bank Platz nehmen musste, so auch im verlorenen Finale im Pokal der Pokalsieger 1994. 

### Ab- und Aufstiegskampf
Unzufrieden über seine Position als zweiter Torhüter verließ Ballotta den Spitzenclub und ging zu Brescia Calcio. Mit seiner neuen Mannschaft stieg er jedoch in einer denkwürdig schlechten Saison mit nur zwei Siegen aus 34 Spielen als Tabellenletzter ab. Im Sommer 1995 entschloss sich Ballotta zu einem Wechsel zum ambitionierten Zweitligisten AC Reggiana. Mit dem Team schaffte er auch im ersten Anlauf den Aufstieg in die Serie A, doch am Saisonende stand der direkte Wiederabstieg fest – mit 67 Gegentoren war Ballotta der Schlussmann, der am häufigsten hinter sich greifen musste. 

### Lazio Rom
Trotz des erneuten Abstieges blieb Marco Ballotta in der ersten Liga und ging zu Lazio Rom. Trotz weniger Einsätze und der Tatsache, dass er bei Lazio nominell nur Torhüter Nummer drei war, waren die nächsten Jahre äußerst erfolgreich für ihn und den Club. Zwischen 1997 und 2000 gewann Ballotta mit Lazio den Europapokal der Pokalsieger (1998), den UEFA Super Cup (1999), den Italienischen Supercup (1998, 2000), die Coppa Italia (1998, 2000) und wurde Italienischer Meister (2000).

### Als Routinier
In der Saison 2000/01 folgte ein kurzes Gastspiel bei Inter Mailand, wo er als zweiter Torwart zu sechs Einsätzen kam. Der inzwischen 37 Jahre alte Keeper ging zu seinem langjährigen Ex-Club, dem Zweitligisten FC Modena, wo er zu alter Stärke zurückfand und Stammkeeper wurde. Mit Modena gelang ihm im ersten Jahr der Aufstieg, doch nach zwei Jahren in Liga 1 ging es wieder in die zweite Liga zurück. Ballotta spielte nun zwar auch wieder zweitklassig, jedoch für FBC Treviso, das er als Stammkeeper zum Aufstieg führte. 

### Rückkehr zu Lazio und Karriereende

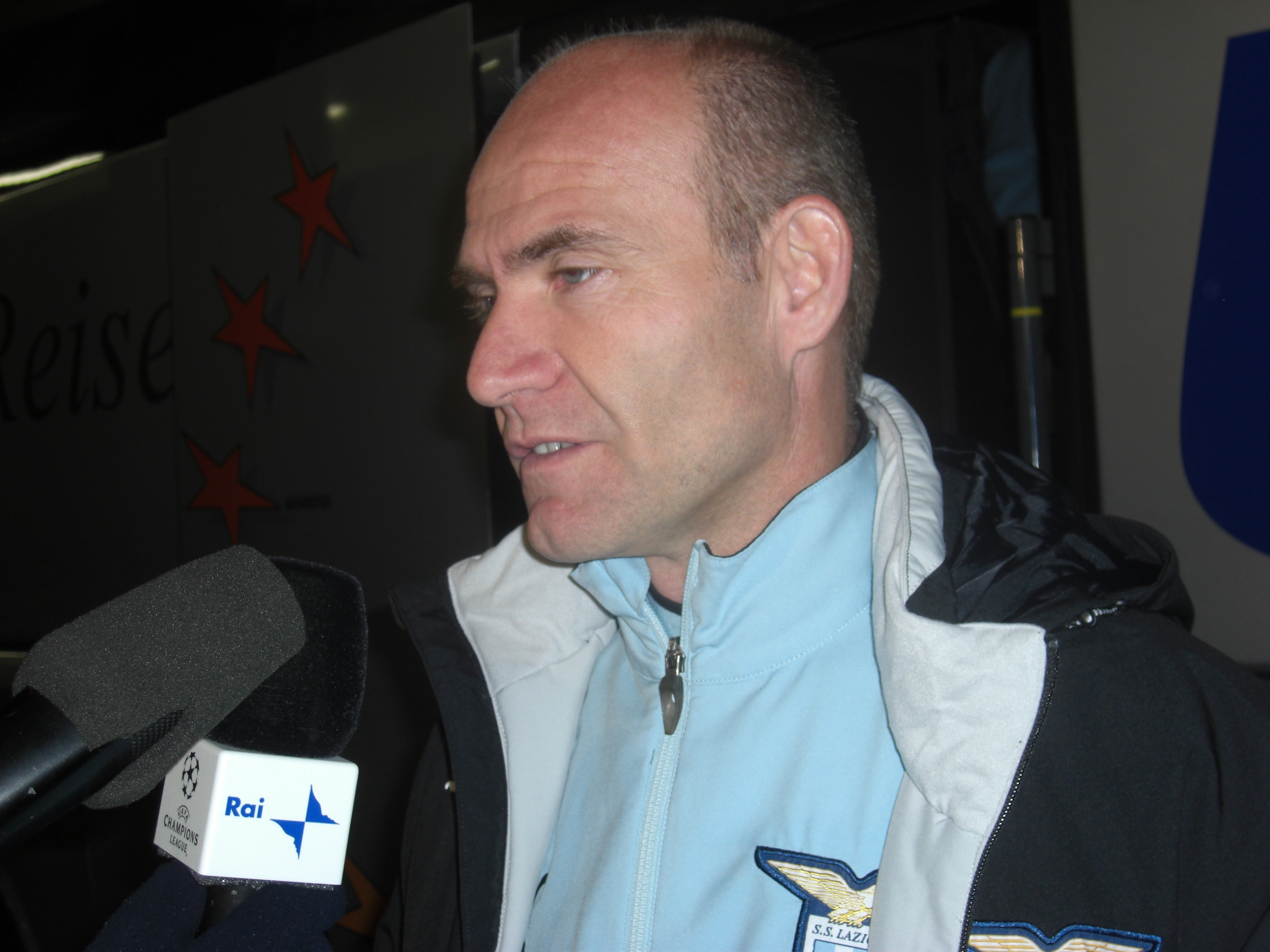
Ballotta als Spieler von Lazio Rom (2007)

Als dritter Torwart wurde der mittlerweile 41 Jahre alte Ballotta zum zweiten Mal von Lazio Rom verpflichtet. Da sich die beiden ersten Torwärte, Angelo Peruzzi und Matteo Sereni verletzten, durfte er 2005/06 acht Mal spielen. In der folgenden Saison blieb Stammtorwart Peruzzi das Verletzungspech treu, weshalb er seine Karriere beendete und Ballotta mit elf Einsätzen zum Erreichen des dritten Platzes in der Liga und dem Erreichen der Champions League beitragen durfte. 
Zu Beginn der Saison 2007/08 sollte eigentlich der neuverpflichtete Uruguayer Fernando Muslera den Platz im Tor übernehmen, da er jedoch bei der 1:5-Niederlage gegen den AC Mailand mehrfach patzte, durfte Ballotta im Tor bleiben und konnte sich einen Stammplatz erarbeiten. Sein Vertrag lief 2008 bei den Römern aus und Ballotta verzichtete auf ein weiteres Jahr als Fußballer und wurde beim FC Modena, seinem alten Verein, Sportdirektor.

### Rekorde
Mit 43 Jahren und 253 Tagen während des 1:3 gegen Real Madrid am 11. Dezember 2007 ist Ballotta der älteste Spieler, der je in der Champions League gespielt hat – noch vor seinem Landsmann Alessandro Costacurta, der am 21. November 2006 mit 40 Jahren und 213 Tagen gegen AEK Athen spielte.
Auch in der heimischen Serie A ist Ballotta mit einem Alter von 44 Jahren und 38 Tagen bei seinem letzten Spiel gegen Genua 1893 Rekordhalter.

## Erfolge
- Europapokalsieger der Pokalsieger: 1992/93, 1997/98
- Europäischer Supercupsieger: 1993, 1999
- Italienischer Pokalsieger: 1997/98, 1999/2000
- Italienischer Meister: 1999/2000
- Italienischer Supercupsieger: 1998, 2000